# Gönnebek
Gönnebek er en by og kommune i det nordlige Tyskland, beliggende i Amt Bornhöved i den nordlige del af Kreis Segeberg. Kreis Segeberg ligger i den sydøstlige del af delstaten Slesvig-Holsten.

## Geografi
Gönnebek ligger omkring 15 km øst for Neumünster. Mod øst går motorvejen A21 fra Bad Segeberg mod Kiel og mod nord går Bundesstraße B430 fra Neumünster mod Plön. Nærmeste banegård er i Rickling.
Ved Gönnebek ligger floden Schwales kilder. I kommunen ligger en gravhøj fra bronzealderen der blev udgravet i 1884 og regnes for et af de vigtigste fundsteder i Schleswig-Holstein.